# ヒュンダイ・レイナ
レイナ (Reina) は、現代自動車が販売しているサブコンパクトセダン。中国の北京現代にて生産が行われている。中国名は瑞納であるが、これはRC型ヴェルナで使用されていたものである。

## 概要
中国の若年層をターゲットにアクセント/ヴェルナより廉価なセダンとして、RB/RC型アクセント/ヴェルナと同じヒュンダイ・PBプラットフォームをベースに開発された。キア・ペガス/ソルートとは兄弟車となる。2570mmのホイールベースと475リットルのトランクスペースを確保している。
レイナは2017年に重慶モーターショーで初公開され、同年7月から北京現代の重慶新工場で生産が開始された。2019年1月31日にはフィリピン市場への投入が発表された。また、ラテンアメリカのコスタリカ、ペルー、チリではヴェルナとして販売されている。